# Dassault Étendard II
Étendard II var et fransk prototype militærfly produceret af Dassault. 
Den eneste prototype af flyet fløj den 23. juli 1956. Testflyvningerne viste imidlertid, at flyet ikke havde motorkraft nok, og at Dassaults Mirage-serie var mere lovende, hvorfor udviklingen hurtigt blev indstillet og flyet blev aldrig realiseret.
En videreudvikling af Étendard-konceptet, Dassault Étendard IV, blev senere benyttet af Frankrigs flåde.